# Joseph Dubar
Pour les articles homonymes, voir Dubar.
Joseph Dubar, dit aussi Jean du Nord ou Jean de Roubaix est un militant socialiste et résistant français, officier de la Légion d'honneur, né à Roubaix le 30 décembre 1899 et mort le 3 novembre 1960. Il est un des fondateurs du réseau de résistance Ali-France.

## Résistance
Artisan en ébénisterie, Joseph Dubar est militant de la Section française de l'Internationale ouvrière (SFIO). Il est affecté dans le Génie au début de l'année 1940. Encerclé à Lille avec son unité, le 28 mai 1940, il refuse de se rendre et rentre dans la clandestinité. Il recueille, héberge et aide à s'évader de nombreux soldats français et britanniques. L'appel du général de Gaulle le trouve en pleine action et il a déjà groupé autour de lui des hommes qui refusent de désespérer.
Au début de 1941, Jules Correntin le met en contact avec le réseau belge « Zéro ». Grâce à ce réseau Zéro, Lille-Roubaix-Tourcoing devient une plaque tournante des réseaux belges et de la résistance franco-belge. Près de 3 000 Français, groupés autour de lui et de ses camarades belges, constitueront à travers la France, des réseaux d'évasion et de renseignement, des filières de courrier, des centres d'opérations pour le parachutage, l'enlèvement aérien des courriers et l'atterrissage clandestin des « Lizzies » (avion du type Lysander). Ces Français avaient choisi de servir dans des formations belges qui, sans eux n'auraient pu se développer sur le territoire français et qui étaient indispensables aux liaisons avec la Grande-Bretagne.
Avec Paul Joly (« Caviar »), Joseph Dubar organise l'évacuation, dans les premiers mois de 1941, d'aviateurs belges désireux de rejoindre leurs camarades dans les escadrilles de la Royal Air Force.
En 1941, Joseph Dubar, sous le nom de Jean du Nord assure personnellement l'évacuation jusqu'à Marseille de la plupart des aviateurs de l'Aéronautique militaire belge qui s'évadent de Belgique pour rejoindre la Grande-Bretagne. De juillet 1940 à juillet 1941, il inscrit à son actif personnel l'évacuation d'une centaine de soldats britanniques dont un général de brigade. 
En juillet 1941, sous la sollicitation du capitaine Pierre Vandermies, un réseau de résistance est officiellement monté prenant d'abord le nom réseau « Caviar » puis celui d'Ali-France et est mis directement sous les ordres des services belges à Londres.
Joseph Dubar est chargé de « réceptionner » les « Jean de la Lune », les agents belges et leur matériel parachutés en France. En juillet 1943, il totalise 21 missions de cette sorte. Avec ses camarades belges, chefs de réseaux en France et sous le commandement de « Walter », il participe à l'évacuation de condamnés à mort évadés, d'agents « brûlés » et de personnalités politiques belges qui gagnent le monde libre.
En 1942, il aide à l'installation d'un réseau Delbo à Paris et, en juillet 1942, à l'installation du réseau Zéro-France à Roubaix.
Dès le début, la police allemande traque Jean de Roubaix. Sa femme, son oncle et son cousin sont arrêtés. Sa femme Laure Dubar, également militante socialiste et résistante, meurt en déportation à Bergen-Belsen.
En 1943, chargé de repérer et de photographier les emplacements de rampe de lancement et de dépôts de fusée V2, il fait parvenir, grâce à René Fonson, des données précises et des photos qui vont permettre la destruction de l'ouvrage de la forêt d'Eperlecques (août 1943). 
À la demande de Londres, à la suite de l'arrestation de Joly (juillet 1943) et de membres proches, Dubar rejoint la capitale britannique en décembre 1943.
Le 8 mai 1944, il est à nouveau parachuté avec le radio René Bruaux. La mission des deux hommes consiste à évacuer le courrier par voie aérienne, à recevoir des containers et des agents parachutés. Ils assurent la liaison avec le Poste de Commandement des Courriers (P.C.C.) belge pour toutes les organisations belges de France comme pour Zéro-France.
Joseph Dubar cesse ces activités de résistant dans le courant de l'été 1944. Il finira la guerre au grade de lieutenant-colonel des Forces françaises combattantes, quant à la Belgique, elle le portera au grade de Major ARA. Pour toute la durée de la guerre, les contrôles officiels estiment à environ sept cents le nombre d'hommes, militaires ou civils, français, belges et britanniques, convoyés vers la zone libre ou l'Espagne par Joseph Dubar.

## Décorations
- Officier de la Légion d'honneur ;
- La croix de guerre ;
- La médaille de la Résistance ;
- Combattant volontaire de la Résistance 39-45 ;
- Commandeur de l'ordre de la Couronne de Belgique avec palme remis par le prince régent ;
- La médaille commémorative 39-45 avec éclair ;
- Titulaire du Distinguished Service Order (Grande–Bretagne) remis par le Roi George VI ;
- Médaille présidentielle de la Liberté avec palme (États-Unis).

### Sources
- « Site officiel à la mémoire de Joseph Dubar »
- Etienne Verhoeyen, chercheur associé au CREHSGM, « Un Réseau belge : Ali-France »
- René Bruaux ou « l'art du pianiste »
- DUBAR Joseph, dans Le Maitron